# Robert Pecl
Robert Pecl (15 novembre 1965) è un ex calciatore austriaco, di ruolo difensore.

## Carriera
Ha militato per nove anni nel Rapid Vienna, vincendo due Campionati austriaci ed una Coppa d'Austria.
Ha fatto parte della Nazionale di calcio dell'Austria dal 1987 al 1993. Fu convocato ai Mondiali di Italia '90 dove giocò tutte e tre le partite degli austriaci.

## Palmarès
- Campionato austriaco: 2

Rapid Vienna: 1986-1987, 1987-1988
- Coppa d'Austria: 2

Rapid Vienna: 1987, 1995